# Nekrotaxis
A nekrotaxis a kemotaxis egy speciális formája, melyben a jelenséget kiváltó kemoattraktáns molekulák elhaló, nekrotikus vagy apoptotikus sejtekből szabadulnak fel. A jelenség vizsgálata kimutatta, hogy mind egysejtűek (például Paramecium), mind magasabb rendű élőlények egyes sejtjei (például a gerincesek fehérvérsejtjei) képesek az elhalt sejtekből származó kémiai jelek érzékelésére. A nekrotaxist kiváltó anyagok kémiai összetétele sok esetben még nem ismert, azonban egyértelműen kimutatott, hogy a kibocsátott anyagok kémiai jellegétől függően azok lehetnek vonzó vagy taszító hatásúak is a környező sejtekre, mely a jelenség kórélettani jelentőségét jelzi.
A nekrotaxist vizsgáló modellkísérletek a célsejtek nekrózisát speciális eljárásokkal érhetik el. Ezek közül gyakran alkalmazzák a sejt(ek) lézeres besugárzását. A sejtek e jellegzetes migrációs válaszának leírására több matematikai modell is készült.